# Tufillo
Tufillo är en ort och kommun i provinsen Chieti i regionen Abruzzo i Italien. Kommunen hade 378 invånare (2018).